# U-21-Fußball-Afrikameisterschaft 2003/Qualifikation
Die Qualifikation zur U-21-Fußball-Afrikameisterschaft 2003 wurde ausgetragen, um die sieben Endrundenteilnehmer neben Gastgeber Burkina Faso zu ermitteln. Die Spiele fanden zwischen dem 6. April und 20. Oktober 2002 statt.

## Modus
Die gemeldeten Mannschaften ermittelten in drei Qualifikationsrunden im K.-o.-System mit Hin- und Rückspielen die sieben Endrundenteilnehmer. Bei Torgleichheit entschied die Auswärtstorregel über das Weiterkommen. Herrschte hier ebenso Gleichstand, wurde ohne vorherige Verlängerung ein Elfmeterschießen durchgeführt.

## Vorrunde
Die Hinspiele wurden am 6. und 7. April, die Rückspiele am 20. und 21. April 2002 ausgetragen.
|                            | Gesamt          |                       | Hinspiel | Rückspiel |
| -------------------------- | --------------- | --------------------- | -------- | --------- |
| Togo                       | 4:1             | Tschad                | 3:0      | 1:1       |
| Äquatorialguinea           | 0:6             | Gabun                 | 0:1      | 0:5       |
| Guinea-Bissau              | :               | Liberia zurückgezogen | :        | :         |
| Burundi                    | 2:3             | Tansania              | 1:0      | 1:3       |
| Kamerun                    | :               | Tschad zurückgezogen  | :        | :         |
| Kenia zurückgezogen        | :               | Somalia               | :        | :         |
| Sudan                      | 4:4 (3:4 i. E.) | Uganda                | 3:1      | 1:3       |
| Simbabwe                   | 3:1             | Swasiland             | 1:0      | 2:1       |
| Sierra Leone zurückgezogen | :               | Mauretanien           | :        | :         |
| Namibia                    | 2:3             | Botswana              | 1:0      | 1:3       |
| Mauritius zurückgezogen    | :               | Madagaskar            | :        | :         |

```
Die übrigen Mannschaften hatten spielfrei.
```

## Erste Runde
Die Hinspiele wurden am 20. und 21. Juli, die Rückspiele am 10. und 11. August 2002 ausgetragen.
|                      | Gesamt          |                                         | Hinspiel | Rückspiel |
| -------------------- | --------------- | --------------------------------------- | -------- | --------- |
| Angola               | 1:1 (1:4 i. E.) | Togo                                    | 1:0      | 0:1       |
| Senegal              | 3:4             | Gabun                                   | 1:2      | 2:2       |
| Ghana                | :               | Guinea-Bissau zurückgezogen             | :        | :         |
| Tunesien             | 7:1             | Libyen                                  | 5:0      | 2:1       |
| Kamerun              | 4:0             | Tansania                                | 4:0      | 0:0       |
| Algerien             | 0:5             | Elfenbeinküste                          | 0:3      | 0:2       |
| Nigeria              | 6:0             | Somalia                                 | 6:0      | :         |
| Marokko              | (a)2:2(a)       | Guinea                                  | 1:0      | 1:2       |
| Ägypten              | 3:1             | Uganda                                  | 3:1      | 0:0       |
| Malawi zurückgezogen | :               | Simbabwe                                | :        | :         |
| Mali                 | :               | Mauretanien trat zum Rückspiel nicht an | 9:1      | :         |
| Mosambik             | 4:1             | Botswana                                | 3:0      | 1:1       |
| Äthiopien            | 0:2             | Sambia                                  | 0:0      | 0:2       |
| Südafrika            | 5:0             | Madagaskar                              | 2:0      | 3:0       |

Mauretanien trat zum Rückspiel nicht an. Zwischen Nigeria und Somalia wurde nur ein Spiel ausgetragen.

## Zweite Runde
Die Hinspiele wurden am 28. und 29. September, die Rückspiele am 20. Oktober 2002 ausgetragen.
|         | Gesamt          |                | Hinspiel | Rückspiel |
| ------- | --------------- | -------------- | -------- | --------- |
| Togo    | 2:3             | Gabun          | 1:0      | 1:3       |
| Ghana   | 1:1 (5:3 i. E.) | Tunesien       | 1:0      | 0:1       |
| Kamerun | 2:3             | Elfenbeinküste | 0:1      | 2:2       |
| Nigeria | 2:3             | Marokko        | 1:2      | 1:1       |
| Ägypten | 2:0             | Simbabwe       | 2:0      | 0:0       |
| Mali    | 2:0             | Mosambik       | 1:0      | 1:0       |
| Sambia  | (a)4:4(a)       | Südafrika      | 4:1      | 0:3       |

## Ergebnis
Gabun, Ghana, Elfenbeinküste, Marokko, Ägypten, Mali und Südafrika qualifizierten sich für die Endrunde.